# Coppa Sabatini 2013
La Coppa Sabatini 2013, sessantunesima edizione della corsa e valevole come prova del circuito UCI Europe Tour 2013 categoria 1.1, si svolse il 10 ottobre 2013 per un percorso totale di 198,6 km. Fu vinta dall'italiano Diego Ulissi che giunse al traguardo con il tempo di 4h48'42", alla media di 41,27 km/h.
Presero il via 104 ciclisti, al traguardo 64 di essi portarono a termine la gara.

## Squadre e corridori partecipanti
| N.      | Cod. | Squadra                      |
| ------- | ---- | ---------------------------- |
| 1-10    | COL  | Colombia                     |
| 11-18   | CAN  | Cannondale Pro Cycling       |
| 21-30   | LAM  | Lampre-Merida                |
| 31-38   | ALM  | AG2R La Mondiale             |
| 41-50   | AND  | Androni Giocattoli-Venezuela |
| 51-60   | BAR  | Bardiani Valvole-CSF Inox    |
| 61-70   | VIN  | Vini Fantini-Selle Italia    |
| 71-80   | MTN  | MTN-Qhubeka                  |
| 81-90   | CEF  | Ceramica Flaminia-Fondriest  |
| 91-98   | MKT  | Meridiana-Kamen Team         |
| 101-110 | UNA  | Utensilnord-Ora24.eu         |

## Ordine d'arrivo (Top 10)
| Pos. | Corridore            | Squadra       | Tempo    |
| ---- | -------------------- | ------------- | -------- |
| 1    | Diego Ulissi         | Lampre-Merida | 4h48'42" |
| 2    | Andrea Pasqualon     | Bardiani-CSF  | s.t.     |
| 3    | Davide Villella      | Cannondale    | s.t.     |
| 4    | Franco Pellizotti    | Androni       | s.t.     |
| 5    | Mauro Finetto        | Vini Fantini  | s.t.     |
| 6    | Andrea Zordan        | Androni       | s.t.     |
| 7    | Pierpaolo De Negri   | Vini Fantini  | s.t.     |
| 8    | Mikaël Cherel        | AG2R La Mond. | s.t.     |
| 9    | Miguel Ángel Rubiano | Androni       | s.t.     |
| 10   | Davide Mucelli       | Cer. Flaminia | s.t.     |